# 14-я танковая бригада (СССР, 1939)
14-я тяжёлая танковая бригада (сокращённое наименование 14-я ттбр) — воинское соединение автобронетанковых войск РККА СССР.

## История
В марте 1939 г. 5-я отдельная тяжёлая танковая бригада РГК была передана в состав Киевского Особого военного округа (КОВО) и передислоцирована в г. Житомир в состав Житомирской армейской группы.
С весны 1939 5-я оттбр переименована в 14-ю тяжёлую танковую бригаду,.
До 23.08.1939 командир бригады полковник Александр Георгиевич Поликарпов.
14-я тяжёлая танковая бригада участвовала в военном походе в сентябре-октябре 1939 г. в восточные районах Польши-Западную Украину,.
После Освободительного похода 1939 г. дислоцировалась в Житомире.
В июне-июле 1940 бригада принимала участие в составе 9-й армии Южного фронта в присоединении к СССР Бессарабии, входившей в состав Румынии,.
Летом 1940 бригада стала основой формирования 15-й танковой дивизии 8-го механизированного корпуса КОВО, а два танковых батальона бригады влились в формируемую 12-ю танковую дивизию.
Управление бригады находилось:
- в г. Житомир Украинской ССР, Киевский ОВО (31.03.1939-20.06.1940);
- http://minchanin.esmasoft.com/maps/ussr1939/index.html Карманный атлас СССР 1939 года

На вооружении бригады поступали тяжёлые танки Т-35А и средние танки Т-28.

## Полное название
14-я тяжёлая танковая бригада

## Подчинение
- Житомирская армейская группа Киевского Особого военного округа (с весны до 16.09.1939 г.)

## Командование
Командиры бригады:
- Поликарпов, Александр Георгиевич, полковник (с 29.4.1938).[2]
- Фекленко, Николай Владимирович, комдив (23.08.1939-4.06.1940).[2]

Военный комиссар бригады, Заместитель командира бригады по политической части:
- Баранов, Александр Артамонович, полковой комиссар.[2]

Начальники штаба бригады:
- Волынец, Игнатий Антонович, подполковник (1939 — 20.07.40).[2]

Другие командиры бригады:
- Перевозов, Константин Григорьевич, помощник начальника штаба бригады, полковник.[2]
- Рабинович, Леонид Юделевич, начальник оперативной части штаба, майор.[2]
- Варганов, Николай Петрович, начальник разведывательной части штаба, капитан.[2]
- Сергеев, Анатолий Герасимович, начальник части связи штаба, полковник.[2]
- Шевченко, Иван Васильевич, начальник части тыла, майор.[2]
- Кузьмин, Пётр Фролович, начальник артиллерии, майор.[2]
- Сванадзе, Авксентий Сафронович, начальник инженерной службы бригады, майор.[2]
- Немцев, Михаил Михайлович, начальник политотдела, батальонный комиссар (врид с 12.04.39, утверждён 10.05.39, до 3.06.40).[2]
- 28-й отдельный танковый батальон. Жуков, Сергей Митрофанович, командир батальона, майор (до 19.07.40).[2]
- 29-й отдельный танковый батальон. Бабковский, Пётр Дмитриевич, командир батальона, капитан (до 19.07.40).[2]
- 41-й отдельный учебный танковый батальон. Самсонов, Иван Фёдорович, командир батальона, майор(до 19.07.40).[2]
- 262-й ремонтно-восстановительный батальон. Крестин, Пётр Никифорович, командир батальона, капитан (до 19.07.40).[2]

## Состав
На 1939—1940:
- управление бригады
  - 28-й отдельный танковый батальон
  - 29-й отдельный танковый батальон
  - 35-й отдельный танковый батальон
  - 41-й отдельный учебный танковый батальон
  - 262-й ремонтно-восстановительный батальон
  - 63-я отдельная рота связи
  - 212-я отдельная разведывательная рота
  - 53-я отдельная транспортная рота

## Боевая деятельность
12 апреля временно исполняющим должность начальника политотдела назначен батальонный комиссар М. М. Немцев.
10 мая батальонный комиссар М. М. Немцев утверждён в должности начальника политотдела.
23 августа командиром 14-й ттбр назначен комдив Н. В. Фекленко.
1 сентября началась германо-польская война.
14-я ттбр дислоцировалась в г. Житомире.
- командир бригады комдив Н. В. Фекленко.
- заместитель командира бригады по политической части полковой комиссар А. А. Баранов.
- помощник командира бригады по строевой части полковник Г. Б. Визиров.
- помощник командира бригады по материально-техническому обеспечению майор В. П. Кузнецов.
- начальник штаба бригады подполковник И. А. Волынец.
- помощник начальника штаба бригады полковник К. Г. Перевозов.
- начальник оперативной части штаба майор Л. Ю. Рабинович.
- начальник разведывательной части штаба капитан Н. П. Варганов.
- начальник части связи штаба полковник А. Г. Сергеев.
- начальник части тыла майор И. В. Шевченко.
- начальник артиллерии майор П. Ф. Кузьмин.
- начальник инженерной службы бригады майор А. С. Сванадзе.
- начальник политотдела батальонный комиссар М. М. Немцев.

Состав бригады:
- 28-й отдельный танковый батальон. Командир — майор С. М. Жуков.
- 29-й отдельный танковый батальон. Командир — капитан П. Д. Бабковский.
- 35-й отдельный танковый батальон.
- 41-й отдельный учебный танковый батальон. Командир — майор И. Ф. Самсонов.
- 63-я отдельная рота связи.
- 212-я отдельная разведывательная рота.
- 53-я отдельная транспортная рота.
- 262-й ремонтно-восстановительный батальон. Командир — капитан П. Н. Крестин.

К 2 октября 14-я ттбр входила в состав Кавалерийской армейской группы Украинского фронта.
После Освободительного похода дислоцировалась в г. Житомире.
1940 год
9 июня Советское правительство и командование Красной Армии начали планирование освободительного похода в Бессарабию.
10 июня
В 0.35-1.00 начальник Генштаба РККА Маршал Советского Союза Шапошников Борис Михайлович направил командующему войсками Киевского Особого военного округа генералу армии Жукову Георгию Константиновичу шифротелеграмму. В шифротелеграмме приказывалось привести в готовность управления стрелковых корпусов с корпусными частями, стрелковые дивизии, танковые бригады, артполки РГК и все понтонные средства.
Военный совет КОВО после получения директивы в течение 15 минут оповестил войска о приведении в боевую готовность.
В 11.20-11.30 начальник Генштаба РККА направил командующему войсками ОдВО генерал-лейтенанту Болдину Ивану Васильевичу совершенно секретную директиву № ОУ/583, согласно которой требовалось: Походным порядком сосредоточить в новые районы части и управление 9-й армии, выделяемое округом в с. Гросулово (35 км к северо-востоку от г. Тирасполь, ныне Великая Михайловка) к утру 15 июня.
Военный совет КОВО в 15.04-21.45 отдал приказ командирам соединений и воинских частей о сосредоточении.
11 июня войска КОВО под видом учебного похода начали сосредоточение, которое должно было завершиться 24 июня.
15 июня 14-я ттбр КОВО выдвигалась на территорию ОдВО в район сосредоточения на западную границу.
20 июня
Из войск Одесского ВО и войск КОВО, ХВО и СКВО формировалась 9-я армия.
Управление 5-го кавалерийского корпуса, 9-я кд, 32-я кд, 4-я легкотанковая бригада и 14-я тяжёлая танковая бригада сосредотачивались в районе Карманово, Павловка, Кассель.
23 июня командующий войсками Южного фронта доложил наркому обороны:
- В 9-й армии: Кавалерия — Управление 5-го кк сосредоточилось. На 21 июня разгрузилось 15 эшелонов 9-й кд и 19 — 32-й кд. 5-й кк закончит сосредоточение 24 июня.
- Надо считать, что к исходу 24 июня из тринадцати стрелковых дивизий — одиннадцать будет на месте. Кавалерия сосредоточится.
- Танковые войска: Из трёх танковых бригад сосредоточились 4-я лтбр, 14-я ттбр начала прибывать 21 июня, выгрузилось 6 эшелонов. О 21 лтбр сведений нет.[4]

27 июня
Командиры корпусов и дивизий проработали на местности с командирами полков, батальонов и рот вопросы занятия исходного положения, организации предстоящего наступления, взаимодействия родов войск, управления, связи, устройства тыла и действий на ближайший этап операции.
Вечером почти все войска фронта были сосредоточены и развёрнуты в соответствии с планом командования.
9-я армия сформирована и развёрнута на фронте Б.Молокиш на севере — Овидиополь на юге. Штаб армии — в Гросулово.
5-й кк развёрнут, управление корпуса и корпусные части, 9-я кд и 32-я кд — в районе Карманово, Павловка, Кассель. В Этом же районе развёрнуты 4-я лтбр и 14-я ттбр.
Сосед кавкорпуса слева 55-й ск развёрнут: управление в г. Одесса, дивизии: 116-я сд в г. Одесса, 25-я и 74-я сд в районе Овидиополь, Дальник (южный), Барабой.
28 июня. Освободительный поход в Бессарабию
В 11:00 после получения ответа румынского правительства советские войска получили новую задачу — без объявления войны занять Бессарабию и Северную Буковину.
Военный совет Южного фронта отдал войскам директиву № А00149, которой поставил новую задачу войскам фронта — быстрым выдвижением к р. Прут закрепить за СССР территорию Северной Буковины и Бессарабии.
В 13:15 командующий войсками 9-й армии издал боевой приказ № 2, уточнявший задачи войск:
Задача армии — быстрым выдвижением к р. Прут на фронте г. Яссы, г. Галац закрепить за СССР среднюю и южную часть Бессарабии.
- 14-я ттбр к исходу 28.6 перейти по Бендерскому мосту и сосредоточиться на ночлег в районе Танатары, Урсоя. К утру 30.6, двигаясь по маршруту Ново-Каушаны, Троицкое, Чимишлия, Кочалия, выйти передовыми частями на р. Прут на фронте м. Леово-с. Цыганка, главными силами — Тигеч, Кочалия. Штабриг — Кочалия.[4]

В 14:00 войска фронта начали операцию по занятию территории Северной Буковины и Бессарабии.
С 20:00 по железнодорожному мосту в г. Бендеры переправлялись 18-й и 30-й танковые полки 9-й кд и 32-й кд 5-го кк, с целью сосредоточиться в Фарладенах, и 14-я ттбр — в районе Урсоя.
29 июня
К утру переправившись по железнодорожному мосту в г. Бендеры 18-й и 30-й танковые полки 9-й кд и 32-й кд 5-го кк, сосредоточились в Фарладенах, а 14-я ттбр, достигла района Урсоя.
К исходу дня 5-й кк своими главными силами достиг района Петровка, Стурдзяны. Танковые полки 9-й и 32-й кавдивизий достигли Чимишлии и Романово (см.Романовка, Бессарабка). В связи с высадкой 204-й авиадесантной бригады в районе Болграда кавалерийскому корпусу было приказано не продвигаться далее линии Чимишлия — Комрат — Романово, а 14-я ттбр вернулась на восточный берег Днестра и сосредоточилась в Парканах.
3 июля. Окончание освободительного похода в Бессарабию
В 14.00 советско-румынская граница была закрыта. Таким образом войска Южного фронта выполнили поставленную перед ними задачу. Главные силы приступили к изучению новых дислокации и плановой боевой и политической подготовке в занимаемых ими районах.
В 14.00 — 16.00 на Соборной площади Кишинёва (в советское время — площадь Победы) дивизия приняла участие в параде советских войск.
5 июля в связи с окончанием военного похода войска фронта были приведены в состояние постоянной боевой готовности мирного времени.
8 июля в 20.00 граница была передана Красной Армией под охрану пограничным войскам НКВД. Войска Южного фронта начали выдвижение к новым местам постоянной дислокации.
Летом 14-я ттбр пошла на формирование 12-й танковой(получила батальон с 51 Т-35) и 15-й танковой дивизий 8-го механизированного корпуса.
Формирование 8-го мк началось 7 июля. Управление корпуса с корпусными частями формировалось на базе управления, корпусных частей и других подразделений кавдивизий 4-го кавалерийского корпуса.
12-я танковая дивизия в формировалась в г. Стрый на базе 23-й легкотанковой бригады. На укомплектование танковых полков дивизии пошли также два батальона 14-й ттбр. 23-й танковый полк 12-й тд получил от расформированной 14-й тяжёлой танковой бригады 51 тяжёлый танк Т-35.
15-я танковая дивизия формировалась в г. Станислав. Она создавалась на базе управления бригады, бригадных подразделений и двух танковых батальонов 14-й тяжёлой танковой бригады, а также 512-го стрелкового и 486-го гаубичного артиллерийского полков, 443-го танкового батальона 146-й стрелковой дивизии, танкового полка, зенартдивизиона 16-й кавдивизии. Дивизия имела значительный парк лёгких танков, а также 75 средних танков Т-28, доставшихся ей от 14-й бригады. Вторые танковые батальоны полков дивизии имели на вооружении лёгкие БТ.
В ноябре было 2-е формирование бригады. См. 14-я танковая бригада (2-го формирования)